# مناقصة
المناقصة اصطلاحًا هي عرض (كثيراً ما يكون تنافسيا) لتحديد السعر الذي يكون الشخص على استعدادٍ لدفعه مقابل شيءٍ ما. ويطلق على عرض السعر اسم العطاء. وقد يستخدم هذا المصطلح في سياق المزادات أو أسواق الأوراق المالية أو ألعاب الورق أو سوق العقارات .
المناقصة لغة:
المناقصة على وزن مفاعلة، وهي من صيغ المبالغة التي تفيد التكرار، وهي مشتقة من الفعل نَقص ينقُص نقصًا ونقصانًا ونقيصةً. كما يأتي النقص بمعنى الحط من الشيء أو التقليل منه، فيقال: استنقص المشتري الثمن أي استحطه، والنقص أيضًا ضعف العقل.

## أنواع المناقصات

### من حيث أعداد المشاركين فيها
1- المناقصة المفتوحة:
وتسمى المناقصة العامة. ويسمح فيها باشتراك عدد غير محدود من المناقصين.
2- مناقصة مقيدة:
وتسمى المناقصة المحدودة. ويقتصر الاشتراك فيها على عدد محدود من المناقصين.

### من حيث الإعلان
1- المناقصة العلنية:
وفيها تُقدم العروض بصورة علنية. والغاية من كونها علنية هي الوصول لأدنى سعرٍ ممكن.
2- المناقصة السرية:
وفيها تُقدم العروض ضمن ظروف مختومة، فلا يعلم أحد المناقصين ما قدمه الآخرون.

### من حيث جنسية المناقصين
1- مناقصات خارجية: وهي المناقصات التي لا يقتصر الاشتراك فيها على الموردين المحليين.
2- مناقصات داخلية: وهي المناقصات التي تقتصر على الموردين المحليين.

### من حيث الغرض من المناقصة
1- مناقصات توريد:
الغرض منها توريد مواد منقولة.
2- مناقصات مقاولة:
الغرض منها إنشاء مبانٍ أو صيانة أو ترميم.

## المناقصة في الإسلام

### حكم المناقصة
لم تكن المناقصة معروفة في السابق، إنما هي من الإجراءات المالية المعاصرة. وذهب الفقهاء إلى أنها تأخذ حكم المزايدة.
أما المزايدة فهي: أن يعرض البائع السلعة على جمهور الناس فيزيد بالسعر من يشاء، ثم يستقر البيع على الشخص الذي يعرض آخر سعر.
ومن أدلة مشروعتيها:
عن أنس بن مالك  أنَّ رسول الله ﷺ باع حِلسًا وقدحًا، وقال: من يشتري هذا الحلس والقدح، فقال رجلٌ: أخذتها بدرهم، قال النبي ﷺ: من يزيد على درهم؟ من يزيد على درهم؟ فأعطاه رجل درهمين فباعهما منه.
روي عن عطاء بن رباح  قوله: أدركت الناس لا يرون بأسًا ببيع المغانم فيمن يزيد.
وما روي عن مجاهد قوله: لا بأس ببيع من يزيد، كذلك كانت تباع الأخماس.
ولهذا اتفق الفقهاء على مشروعية بيع المزايدة.

### لزوم البيع في المناقصة
ينعقد البيع بالإيجاب والقبول، وفي المناقصة يمكن عد الإيجاب تقديم المناقص بعطائه في المناقصة، وهذا الإيجاب الصادر منه ملزم له لا يرجع عنه حتى ترسو المناقصة على غيره.
أما البائع في المزايدة فمخير في إمضاء البيع لمن شاء للمزايد الأعلى أو الأقل مع بقاء الموجب ملتزمًا بإيجابه ولو زاد غيره عليه.
فيجوز للبائع إذًا أن يعقد البيع على غير المزايد الأعلى وهذا في المزايدة.

### حكم بيع دفتر الشروط
دفتر الشروط هو عبارة عن مستندات ووثائق المناقصة، يحوي المواصفات التفصيلية والتصاميم والرسومات والجداول المتعلقة بموضوع المناقصة، كما يتضمن الشروط والتعليمات اللازمة والإجراءات الواجب اتباعها من قبل المشتركين في المناقصة، ويبين الجزاءات والغرامات المترتبة على الإخلال بالشروط والمواصفات المطلوبة.
وآراء الفقهاء المعاصرين في حكم بيع دفتر الشروط تندرج تحت 3 أقوال:
- القول الأول: تقديم دفتر الشروط بالمجان، وعدم بيعه بأي ثمن لمن يطلبه، ولا مانع من أن يؤخذ من المشترك تأمين نقدي بسيط مقابل إعطائه الدفتر ضمانًا لجدية المتقدم، ويعاد إليه هذا المبلغ إذا ألغيت المناقصة أو لم ترس عليه. وهذا رأي الدكتور رفيق المصري.[16]
- القول الثاني: تحميل تكاليف دفتر الشروط لمن رست عليه المناقصة دون غيره. وبه قال الدكتور عبد الوهاب أبو سليمان.[17] والعلة فيه توفير دفتر الشروط على المناقص كثيرًا من الجهد والمال، فلو لم تقم الجهة صاحبة المناقصة بإعداد دفتر الشروط لتكبد المناقص تكاليف إعدادها.
- القول الثالث: تحميل تكاليف دفتر الشروط للمشتركين كلّهم في المناقصة سواء رست عليه المناقصة أو لم ترس. وبهذا قال جمهور العلماء المعاصرين وهو اختيار مجمع الفقه الإسلامي.[18]

### حكم الضمان في المناقصة
أنواع الضمان في المناقصة:
1- الضمان الابتدائي:
ويسمى التأمينات الأولية. يأخذه مقدم العرض من المناقصين أثناء التقدم للمناقصة. ويحق له مصادرته في حال عدم التزام المناقص بالتعاقد، أو إذا سحب عرضه قبل ميعاد البت في العروض.
ويرد إلى أصحاب العروض غير المقبولة، أما إذا ألغيت المناقصة قبل فتح المظاريف والبت في العطاءات فإن هذا الضمان الابتدائي يرد إلى المناقصين جميعهم.
2- الضمان النهائي:
ويسمى التأمينات النهائية. والغرض من هذا الضمان هو ضمان وفاء المناقص بالتزاماته في العقد. ويصادر هذا الضمان في حال تخلف المناقص عن تنفيذ التزاماته.
الضمان مشروع في الشريعة الإسلامية، وذلك حفاظًا على حرمة أموال الناس وأنفسهم. فلا مانع شرعًا من أخذ ضمانات.
أما مصادرة هذا الضمان فيجب التمييز في الحكم بين نوعي الضمان الابتدائي والنهائي:
أ- مصادرة الضمان الابتدائي: يمكن تكييفه على أساس الشرط الجزائي الذي أجازه العلماء استنادًا إلى حديث النبي ﷺ: ((المسلمون على شروطهم إلا شرطًا حرم حلالًا أو أحلَّ حرامًا)).
وما رواه البخاري من قول شريح: من شرط على نفسه طائعًا غير مكره فهو عليه.
ب- مصادرة الضمان النهائي:
يستند حكمه إلى مسألة أخذ العربون عند الفقهاء. وللفقهاء في حكم العربون قولان:
1- عدم جواز أخذ العربون: وهو قول الجمهور من الحنفية والمالكية والشافعية.
واستدلوا بحديث عمرو بن شعيب عن أبيه عن جده أن رسول الله ﷺ ((نهى عن بيع العربان)).
2- جواز أخذ العربون: وهو المشهور عند الحنابلة وهو اختيار ابن القيم.
الحديث الذي استدل به المانعون وهو أن النبي ﷺ نهى عن بيع العربان، فالحديث ضعيف، ضعفه جماعة من أهل العلم والحديث؛ منهم الإمام أحمد لانقطاعه وإبهام راويه.
وقد أجاز مجمع الفقه الإسلامي بيع العربون. فجاء في قراره: (يجوز بيع العربون إذا قيدت فترة الانتظار بزمن محدد ويحتسب العربون جزءًا من الثمن إذا تم الشراء ويكون من حق البائع إذا عدل المشتري عن الشراء).

### حكم الشرط الجزائي في المناقصة
والشرط الجزائي: هو اتفاق بين المتعاقدين على تقدير التعويض الذي يستحقه من شرط له عن الضرر الذي يلحقه إذا لم ينفذ الطرف الآخر ما التزم به، أو تأخر في تنفيذه.
- وقد أجازه حديث النبي ﷺ: ((المسلمون على شروطهم إلا شرطًا حرم حلالًا أو أحلَّ حرامًا)).[22]

وروى البخاري أيضًا أنَّ ابن سيرين قال: قال رجل لكريه: أرحل ركابك فإن لم أرحل معك يوم كذا وكذا فلك مائة درهم، فلم يخرج، فقال شريح: من شرط على نفسه طائعًا غير مكره فهو عليه.
- وقد أجازه مجمع الفقه الإسلامي، فجاء في قراره:

(يجوز أن يشترط الشرط الجزائي في جميع العقود المالية ماعدا العقود التي يكون الالتزام الأصلي فيها دينًا فإن هذا من الربا الصريح.
وبناءعلى هذا يجوز هذا الشرط – مثلًا – في عقود المقاولات بالنسبة إلى المقاول، وفي عقد التوريد بالنسبة إلى المورد، وفي عقد الاستصناع بالنسبة إلى الصانع إذا لم ينفذ ما التزم به أو تأخر في تنفيذه.
- الضرر الذي يجوز التعويض عنه يشمل الضرر المالي الفعلي وما لحق المضرور من خسارة حقيقية وما فاته مكسب مؤكد، ولا يشمل الضرر الأدبي أو المعنوي.
- لا يعمل بالشرط الجزائي إذا أثبت من شُرِط عليه أن إخلاله بالعقد كان بسبب خارج عن إرادته، أو أثبت أن من شُرِط له لم يلحقه أي ضرر من الإخلال بالعقد).

### أثر الظروف الطارئة في التزامات الطرفين
روى جابر بن عبد الله  عن رسول الله ﷺ قال: لو بعت من أخيك ثمرًا فأصابته جائحة فلا يحل لك أن تأخذ منه شيئًا بم تأخذ مال أخيك بغير حق؟.
والجائحة عند الفقهاء هي كل آفة لا صنع للآدمي فيها كالرياح والبرد والسيول والزلازل ونحوها مما لا يمكن توقعه عند العقد أو دفعه.
وجاء في قرار مجمع الفقه الإسلامي:
(في العقود المتراخية التنفيذ (كعقود التوريد والتعهدات والمقاولات) إذا تبدلت الظروف التي تم فيها التعاقد تبدلًا غير الأوضاع والتكاليف والأسعار تغييرًا كبيرًا بأسباب طارئة عامة لم تكن متوقعة حين التعاقد، فأصبح بها تنفيذ الالتزام العقدي يلحق بالملتزم خسائر جسيمة غير معتادة من تقلبات الأسعار في طرق التجارة، ولم يكن ذلك نتيجة تقصير أو إهمال من الملتزم في تنفيذ التزاماته، فإنه يحق للقاضي في هذه الحال عند التنازع وبناء على الطلب تعديل الحقوق والالتزامات العقدية بصورة توزع القدر المتجاوز للمتعاقد من الخسارة على الطرفين المتعاقدين، كما يجوز له أن يفسخ العقد فيما لو يتم تنفيذه منه إذا رأى أن فسخه أصلح وأسهل في القضية المعروضة عليه، وذلك مع تعويض عادل للملتزم له صاحب الحق في التنفيذ، يجبر له جانبًا معقولًا من الخسارة... ويحق للقاضي أيضًا أن يمهل الملتزم إذا وجد أن السبب الطارئ قابل للزوال في وقت قصير، ولا يتضرر الملتزم له كثيرًا بهذا الإمهال).

## انتهاء المناقصة
1- إيفاء الطرفان بالعقد. فيكون بذلك تم البيع.
2- فسخ العقد من قبل الطرفين.
3- عدم التزام المناقص بعمل المناقصة، فيُكلف شخص آخر يقوم بها على حساب المناقص.
4- فسخ القاضي للمناقصة.